# Listă de localități din cantonul Schwyz
Cantonul Schwyz cuprinde în anul 2009, 30 de comune.
| Stema         | Numele comunei | Locuitori 31 decembrie 2008 | Suprafața in km² | Locuitori/ km² | District   |
| ------------- | -------------- | --------------------------- | ---------------- | -------------- | ---------- |
| Alpthal       | Alpthal        | 515                         | 22.88            | 23             | Schwyz     |
| Altendorf     | Altendorf      | 5904                        | 20.40            | 289            | March      |
| Arth          | Arth           | 10'480                      | 42.08            | 249            | Schwyz     |
| Einsiedeln    | Einsiedeln     | 14'022                      | 99.04            | 142            | Einsiedeln |
| Feusisberg    | Feusisberg     | 4650                        | 17.51            | 266            | Höfe       |
| Freienbach    | Freienbach1    | 15'681                      | 13.78            | 1138           | Höfe       |
| Galgenen      | Galgenen       | 4525                        | 13.28            | 341            | March      |
| Gersau        | Gersau         | 2027                        | 14.37            | 141            | Gersau     |
| Illgau        | Illgau         | 793                         | 10.89            | 73             | Schwyz     |
| Ingenbohl     | Ingenbohl      | 8280                        | 13.43            | 617            | Schwyz     |
| Innerthal     | Innerthal      | 193                         | 50.16            | 4              | March      |
| Küssnacht     | Küssnacht      | 11'987                      | 29.36            | 408            | Küssnacht  |
| Lachen        | Lachen         | 7469                        | 2.42             | 3086           | March      |
| Lauerz        | Lauerz         | 1031                        | 9.23             | 112            | Schwyz     |
| Morschach     | Morschach      | 961                         | 20.81            | 46             | Schwyz     |
| Muotathal     | Muotathal      | 3571                        | 172.16           | 21             | Schwyz     |
| Oberiberg     | Oberiberg      | 787                         | 32.94            | 24             | Schwyz     |
| Reichenburg   | Reichenburg    | 2906                        | 11.59            | 251            | March      |
| Riemenstalden | Riemenstalden  | 83                          | 11.21            | 7              | Schwyz     |
| Rothenthurm   | Rothenthurm    | 2145                        | 22.80            | 94             | Schwyz     |
| Sattel        | Sattel         | 1665                        | 17.36            | 96             | Schwyz     |
| Schübelbach   | Schübelbach    | 8184                        | 29.01            | 282            | March      |
| Schwyz        | Schwyz         | 14'183                      | 53.25            | 266            | Schwyz     |
| Steinen       | Steinen        | 3082                        | 11.84            | 260            | Schwyz     |
| Steinerberg   | Steinerberg    | 862                         | 6.90             | 125            | Schwyz     |
| Tuggen        | Tuggen         | 2864                        | 13.52            | 212            | March      |
| Unteriberg    | Unteriberg     | 2321                        | 46.56            | 50             | Schwyz     |
| Vorderthal    | Vorderthal     | 1009                        | 27.98            | 36             | March      |
| Wangen        | Wangen (SZ)    | 4570                        | 8.48             | 539            | March      |
| Wollerau      | Wollerau       | 6969                        | 6.30             | 1106           | Höfe       |